# Den Harrow
Den Harrow, de son vrai nom Stefano Zandri, est un chanteur italien d'italo disco né le 4 juin 1962 à Bergamo.
Stefano Zandri a participé dans les années 1980 au projet Den Harrow, le nom d'artiste sous lequel plusieurs titres italo disco sont sortis. Le véritable chanteur au sein du projet était Tom Hooker, tandis que Stefano Zandri, alors mannequin, assurait les représentations scéniques et se produisait dans les vidéoclips associés aux chansons. Ce n'est que plus tard que Stefano Zandri a interprété les chansons du projet Den Harrow.
Den Harrow rencontra un succès considérable dans les années 1980, avec des morceaux tels que Future brain, Bad Boy, Catch the Fox ou Don't Break my Heart.
Le pseudonyme de « Den Harrow » est un jeu de mots en italien : le terme denaro, qui signifie « argent » (au sens de moyen de paiement), a une prononciation très proche du nom de l'artiste.

## Le projet  Den Harrow
Après des années de succès, les producteurs de Den Harrow et Stefano Zandri, l'« image » du projet Den Harrow, ont révélé que Zandri ne chantait pas les chansons de Den Harrow : il était seulement un personnage pour le projet, et chantait en présonorisation sur des titres déjà enregistrés par d’autres. En outre, étant donné que Roberto Turatti et Miki Chieregato, les producteurs de Den Harrow, n’estimaient pas le nom de Zandri et ses origines italiennes assez « dans le coup », ils dissimulèrent son ascendance italienne et en ont fait la promotion comme étant né Manuel Stefano Carry à Boston, dans le Massachusetts. Cela fut réalisé afin que Polydor Records puisse commercialiser les disques de Den Harrow plus facilement dans les pays anglophones, où la musique d’origine italienne était vue à l'époque avec un certain scepticisme.
Le chanteur américain Tom Hooker, qui résidait en Italie à l’époque des productions italo disco, chanta la plupart des titres du projet Den Harrow, dont plusieurs succès tels que Don’t Break my Heart, Bad Boy, Catch the Fox et Future Brain. Un autre interprète, l’Anglais Anthony James, fut mis à contribution pour être le chanteur de l’album Lies en 1988, de même que sur les titres Holiday Night et My Time. Durant une entrevue, Tom Hooker expliqua pourquoi le projet se concrétisa de la sorte :

« Il y avait un petit problème, cependant. Il ne pouvait pas chanter. Donc la solution était de ne jamais le laisser chanter, ou de mettre sa voix si basse dans le mixage de sorte qu’elle soit inexistante. Il débuta comme une image. Il allait travailler sur ses costumes et ses vêtements et quelqu’un d’autre allait chanter sur les disques. La vérité est que la vue est un sens plus développé que l’ouïe chez les humains. Les gens ont tendance à acheter et écouter ce qu’ils aiment voir,. »

De même, selon Tom Hooker, la voix de Chuck Rolando fut utilisée dans les premiers simples To Meet Me et A Taste of Love. Par la suite, Silver Pozzoli fut choisi pour chanter le single Mad Desire ; néanmoins, ce fut Hooker qui chanta pour l’album éponyme. Bien que Hooker continuât à coécrire les titres du projet Den Harrow, les producteurs voulurent utiliser un chanteur à la voix plus aigüe pour l’album Lies. Hooker déclara toutefois que Zandri chanta bien sur le titre Ocean, sorti en 1991.

## Activité médiatique
En 2005 il anime avec sa compagne d’alors Federica Bertoni le programme radiophonique Harrow sur la chaine de télévision Match Music, diffusée par le bouquet satellitaire Sky Italia pour dix émissions. Harrow en est le platiniste et interroge d’anciennes gloires musicales des années 1980 et 1990. C’est toujours Federica Bertonia qui écrit et réalise le programme, en tandem avec l’auteur de romans policiers Paolo Grugni.
En 2006, Den Harrow participe au programme de télé-réalité italien L’isola dei famosi (« L'ile des célébrités »), pendant italien de Koh-Lanta avec la participation de personnalités du show-business. Il s'illustre tout d’abord comme remplaçant, puis comme concurrent. Il abandonne l'aventure au bout d'un mois et dix jours, après avoir pleuré en direct et signifié à sa compagne sa crainte d’être trompé par celle-ci.
En 2010, Den Harrow retourne pour quelques émissions dans le programme L'Isola dei Famosi, cette fois-ci en duo avec Carlo Capponi. Les deux hommes partent au Nicaragua et souhaitent la bienvenue aux nouveaux insulaires du programme de la Rai 2. De retour du Nicaragua, Den Harrow est invité régulier pour 23 émissions de L'isola e poi... (« L'ile et puis... »), la version quotidienne en journée du programme.
En 2012, il retourne comme concurrent à la neuvième édition de L’Isola dei Famosi, animée par Nicola Savino et Vladimir Luxuria, à l’antenne sur la Rai 2. Il est cependant contraint de se retirer de l’aventure en raison de problèmes de santé.

## Discographie

### Albums studio
| Année | Album                |
| ----- | -------------------- |
| 1985  | Overpower            |
| 1987  | Day By Day           |
| 1988  | Lies                 |
| 1996  | I, Den               |
| 1999  | Back from the Future |
| 1999  | I Successi           |

### Simples[6]
- 1983, To Meet Me
- 1983, A Taste of Love
- 1984, Mad Desire
- 1985, Future Brain
- 1985, Bad Boy
- 1986, Overpower
- 1986, Charleston
- 1986, Catch the Fox
- 1987, Don't break my heart
- 1987, Tell my why
- 1987, Day by Day
- 1987, Energy Rain
- 1988, Born to Love
- 1988, My Time
- 1988, Lies
- 1989, Holiday Night
- 1989, Take Me Back
- 1991, Ocean
- 1992, The Universe of Love
- 1992, All I Want Is You
- 1993, Real Big Love
- 1993, Take Me
- 1993, You and the Sunshine
- 1994, The Universe Of Love
- 1995, I Need a Lover
- 1995, Tomorrow is Another Day
- 1996, I Feel You
- 1999, Go Away
- 2006, Push

### Citations
1. ↑  (en)There was a small problem, however. He couldn't sing. So the solution was to never let him sing, or to put his voice so low in the mix that it was non existent. He started as an image. He would work on his costumes and clothes and someone else would sing on the records. The truth is, vision is a more developed sense in humans than hearing. People tend to buy and listen what they like to see.